# Macheon-dong
Macheon-dong là một phường, dong của Songpa-gu, Seoul, Hàn Quốc.

## Vận chuyển
- Ga Macheon của Tuyến Seoul 5

## Liên kết
- (tiếng Hàn) Trang trung tâm dân cư Macheon 1-dong Lưu trữ ngày 19 tháng 2 năm 2013 tại archive.today
- Bản đồ Songpa-gu[liên kết hỏng]